# Ageratum houstonianum
Espèce
Classification phylogénétique
L'Agérate (ou Agératum) du Mexique (Ageratum houstonianum) est une espèce de plante à fleurs de la famille des Asteraceaeoriginaire du Mexique. Ses fleurs sont réunies en petites boules et sont généralement de couleur bleue. Elle a une hauteur entre 15 et 45 cm.

## Description
l'Agérate du Mexique est une plante vivace qui, selon la variété, atteint de 15 à 45 cm de haut. Ses fleurs sont réunies en boules et sont généralement de couleur bleue, mais il en existe aussi des mauves, des roses et des blanches.

## Horticulture
Les Agérates du Mexique aiment les sols frais et une exposition en plein soleil. Les graines doivent être semées en mars. Elle peut fleurir sans interruption du printemps jusqu'à l'automne si les fleurs fanées sont retirées au fur et à mesure. Elles sont souvent placées dans les massifs, les bordures et les rocailles. Les variétés hautes sont utilisées pour les bouquets. Elles peuvent aussi être utilisées à l'intérieur en pot.